# Isaac Newton
Isaac Newton (Woolsthorpe-by-Colsterworth, 4 januari 1643 – Kensington, 31 maart 1727) (juliaanse kalender: 25 december 1642 – 20 maart 1727) was een Engelse natuurkundige, wiskundige, astronoom, natuurfilosoof, alchemist, officieel muntmeester en theoloog.
In de wiskunde is hij medeverantwoordelijk voor het verder ontwikkelen van de analyse van de differentiaalrekening en de integraalrekening (met Leibniz). Ook ontwikkelde hij het Binomium van Newton en benaderingsmethoden ervoor.
In zijn hoofdwerk Philosophiae Naturalis Principia Mathematica uit 1687 beschreef Newton onder andere de zwaartekracht en de drie wetten van Newton, waarmee hij de grondlegger van de klassieke mechanica werd.
Op het gebied van optica schreef Newton het standaardwerk Opticks, vond hij de Newtontelescoop uit en ontwikkelde hij een theorie over kleuren, gebaseerd op het prisma, dat van wit licht een zichtbaar spectrum maakt. Hij bestudeerde ook de geluidssnelheid.
Volgens een peiling uit 2005 beschouwden leden van de Britse Royal Society Newton als de grootste geleerde in de hele geschiedenis van de wetenschap. Anders dan Albert Einstein was Newton naast theoreticus ook een briljant experimentator.

## Biografie

### Jeugd en studiejaren
Newton werd geboren als enig kind van Isaac Newton en Hannah Ayscough in Woolsthorpe-by-Colsterworth, een gehucht van Colsterworth in het graafschap Lincolnshire op 15 kilometer ten zuidwesten van Grantham. Volgens de gregoriaanse kalender, die in Engeland pas in 1752 de juliaanse kalender verving, werd Newton geboren op 4 januari 1643. Volgens de juliaanse kalender, die gedurende Newtons leven van kracht was in Engeland, leefde hij van 25 december 1642 tot 20 maart 1727.
Newtons ouders waren niet onbemiddelde boeren. Zijn vader overleed drie maanden voor zijn geboorte. Hij werd te vroeg geboren en aanvankelijk werd voor zijn leven gevreesd. Toen hij drie jaar oud was, hertrouwde zijn moeder in 1646 met de Anglicaanse geestelijke Barnabas Smith, een welgestelde kinderloze weduwnaar, bij wie zij dadelijk introk in het naburige North Witham. Smith had slechts interesse in een huwelijk en had geen behoefte aan de verantwoordelijkheid voor een stiefzoon. Hierdoor bleef Newton noodgedwongen in Woolsthorpe bij zijn grootmoeder wonen. Omdat hij aan de zorgen van zijn grootmoeder werd overgelaten, ontwikkelde hij een enorme hekel aan zijn stiefvader. Uit Newtons persoonlijke aantekeningen blijkt dat hij Smith echt gehaat heeft. Zijn moeder lijkt wel degelijk van de jonge Isaac gehouden te hebben, maar de gebeurtenissen hebben hem voor het leven getekend. Toen Newton later studeerde in Cambridge beschreef hij een incident waarbij hij gedreigd heeft om zijn moeder en stiefvader met huis en al in brand te steken. Aangenomen wordt dat het gevoel van afwijzing door zijn moeder en stiefvader en het feit dat hij bij zijn grootmoeder werd achtergelaten van grote invloed op zijn ontwikkeling en moeilijke karakter waren.
Tot zijn zestiende volgde Newton zijn lagere- en middelbareschoolopleiding in Grantham, waar hij bekend werd door zijn fraaie mechanische modellen: poppenmeubels voor meisjes, een kar met handaandrijving voor de inzittende, zonnewijzers, windmolens en vliegers met lantaarns die hij 's nachts opliet.

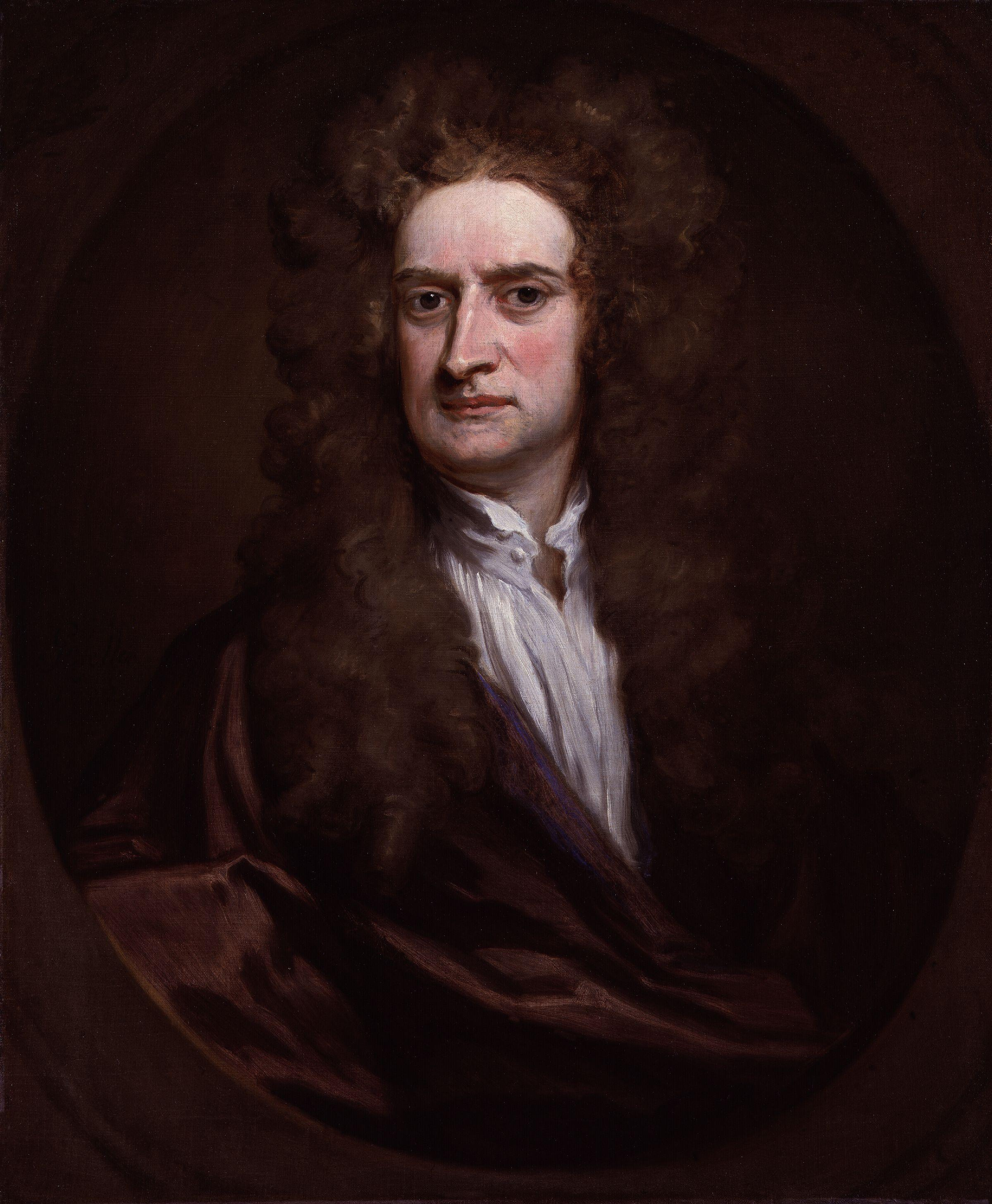
Isaac Newton in 1702, door Godfrey Kneller (National Portrait Gallery)

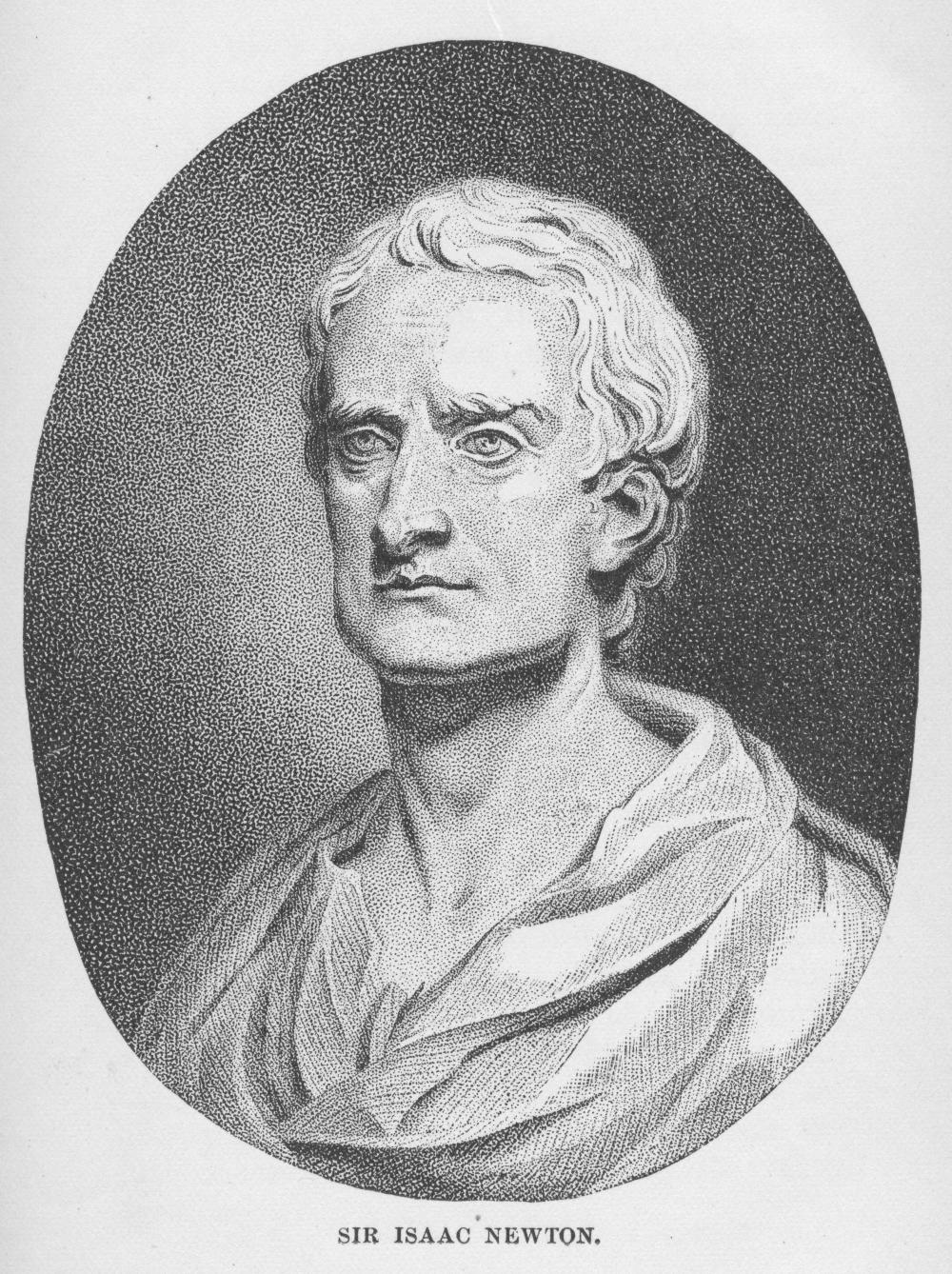
Borstbeeld van Isaac Newton (Bolton, Sarah K. Famous Men of Science. NY: Thomas Y. Crowell & Co., 1889)

Toen Newton tien jaar was, werd zijn moeder voor de tweede maal weduwe en keerde ze terug naar Woolsthorpe. Hij kreeg er een halfbroer en twee halfzussen bij. Newton erfde de bibliotheek met theologische boeken die Smith in de loop der tijd had opgebouwd. Smith was een welvarend man geweest en dat leverde de familie Newton ook na diens overlijden goede inkomsten op. Newton had al een stuk land ontvangen toen Smith en Ayscough trouwden, en erfde later via zijn moeder nog meer van het land van Smith. Zijn moeder hoopte dat haar oudste zoon het landbouwbedrijf dat ze van haar tweede man had geërfd, zou uitbaten. Het boerenbedrijf boeide Newton echter helemaal niet en hij vroeg om verder te mogen studeren.
In 1661 begon Newton zijn studie aan het Trinity College, Cambridge. Hij werd toegelaten als subsizar wat inhield dat hij tegen een verminderd collegegeld diensten verrichtte voor rijkere studenten zoals eten serveren, schoenen poetsen en hulp met aankleden (valet-taken).  Dit veranderde in 1664, toen hij een beurs van Cambridge won waarvan zijn lesgeld en onkosten (zoals verblijf en eten) werden betaald en wat daarnaast ook een financiële toelage of zakgeld omvatte. Newton had een goede relatie met zijn kamergenoot, John Wickins.
De ontmoeting met de wiskundige Isaac Barrow maakte een diepe indruk op hem. Hij bestudeerde er onder andere de Elementen van Euclides, de Geometria van Descartes, de Arithmetica infinitorum van Wallis en de Dialogo van Galilei.

### Hoogleraar in Cambridge
In 1669 werd hij benoemd tot Lucasian professor, dat wil zeggen hoogleraar wiskunde aan de Universiteit van Cambridge, een leerstoel ingesteld door Henry Lucas. In die tijd moesten alle wetenschappers van de universiteiten van Oxford en Cambridge gewijde geestelijken van de Anglicaanse Kerk zijn, maar bij deze leerstoel werd bij wijze van uitzondering vereist dat de hoogleraar niet als zodanig actief zou zijn, waarschijnlijk om meer tijd voor de wetenschap vrij te kunnen maken. Newton vroeg en kreeg van koning Karel II ontheffing van de verplichting om tot geestelijke gewijd te worden. Newton was namelijk in het geheim aanhanger van het Unitarisme, een verboden ketterij in die tijd. Zo werd een conflict tussen Newtons godsdienstige opvattingen en de Anglicaanse kerk vermeden.
Newton werd in 1672 een Fellow of the Royal Society (FRS) en was van 1703 tot 1727 voorzitter van dit wetenschappelijk genootschap.

### Muntmeester
In 1696 verhuisde Newton naar Londen om muntmeester (aanvankelijk Warden of the Mint) te worden. Hij pakte het werk op zijn gebruikelijke systematische manier aan, hermuntte alle Britse munten met groeven op de zijkant om het snoeien van munten onmogelijk te maken en bestreed onder meer valsemunters, die soms ter dood veroordeeld werden. Van 1699 tot zijn dood was hij directeur van de Munt (Master of the Mint). Voor zijn werk bij de Munt werd hij geridderd door Queen Anne in 1705. In 1717 zorgde Newton voor de overgang van het pond sterling van de zilveren naar de gouden standaard die bijdroeg aan de welvaart van Engeland. Door dit werk werd Newton rijk. Wel verloor hij £ 20.000 aan de speculatiegekte van de South Sea Company. Newton verklaarde that he could not calculate the madness of people (dat hij de waanzin van mensen niet kon berekenen).

### Excentrieke persoonlijkheid
In zijn persoonlijke leven was Newton volgens een deel van zijn biografen een excentrieke persoonlijkheid. Illustratief voor zijn onbegrensde nieuwsgierigheid is het verhaal dat Isaac Newton zo ver ging een rijgnaald langs zijn eigen oogbal tot aan het bot van zijn oogkas te steken om zo de werking van het menselijk oog te achterhalen.

### Bekende citaten
Isaac Newton schreef in 1675 in een brief aan zijn collega-onderzoeker en rivaal Robert Hooke het volgende:
Als ik verder heb gezien dan anderen, komt dat doordat ik op de schouders van reuzen stond.
Aan het einde van zijn leven schreef Newton zichzelf te zien als een jongen die op het strand speelde en zich vermaakte door een nog gladdere steen of mooiere schelp te vinden, terwijl de grote oceaan van de waarheid onontdekt voor hem lag.

## Belangrijkste ontdekkingen

### Wiskunde
Als wiskundige staat Newton bekend als de medeontdekker van de infinitesimaalrekening (een verzamelterm voor differentiaalrekening en integraalrekening), samen met Gottfried Wilhelm Leibniz, met wie hij een geweldige ruzie heeft gehad over de prioriteit van deze bijdrage, zonder welke technische toepassing van de wiskunde nu niet meer is voor te stellen. Het binomium van Newton is naar hem genoemd, alsmede een numerieke iteratie-methode, die tegenwoordig de methode van Newton-Raphson heet. Verder zijn de formule van Newton-Cotes voor numerieke integratie en ook de 'formules van Newton' voor voorwaartse en achterwaartse interpolatie naar hem genoemd.

### Klassieke mechanica

#### Theoretische innovaties

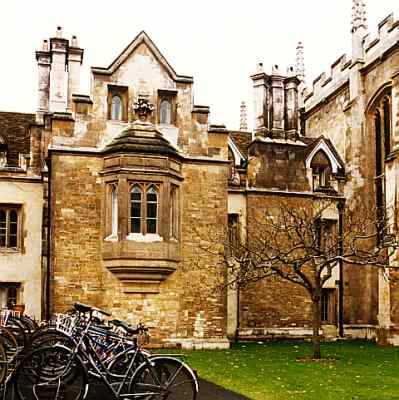
Werkkamer van Isaac Newton aan de Universiteit van Cambridge. De appelboom herinnert aan de anekdote van de appel en de maan en is een stek van de oorspronkelijke boom bij Newtons familieboerderij. Er heeft een schuurtje gestaan, waarin Newton zijn alchemistische experimenten uitvoerde. Ook op het terrein van National Physical Laboratories in Teddington (ten zuidwesten van Londen) staat een boom die volgens de overlevering gekweekt is uit een zaadje van de legendarische appelboom waaruit Newton een appel zag vallen.

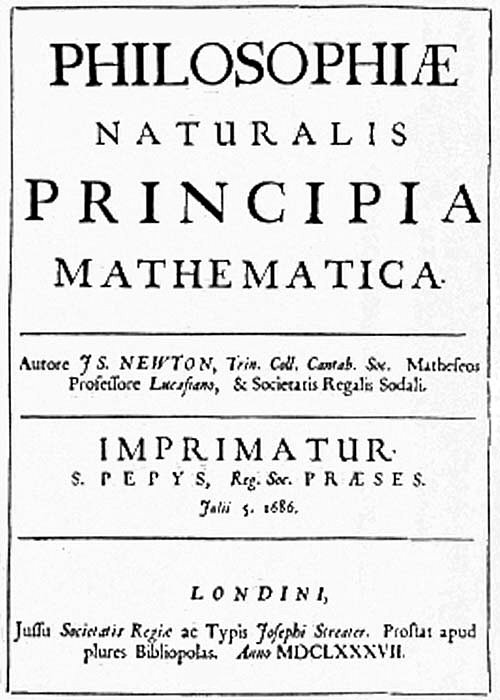
Voorpagina van de Philosophiae Naturalis Principia Mathematica

Newton schreef van 1684 tot 1686 de Philosophiae Naturalis Principia Mathematica in het Latijn, beter bekend als de Principia. Hierin beschreef hij wat nu de wetten van Newton heten, waarmee hij de grondlegger werd van de klassieke mechanica. De wetten van Newton definiëren de basisbegrippen impuls (hoeveelheid beweging, massa × snelheid), kracht en massatraagheid in hun onderlinge samenhang waarmee, anders dan in de fysica van bijvoorbeeld Aristoteles, een kwantitatieve beschrijving en voorspelling van beweging mogelijk is. Het centrale idee van de gravitatietheorie, dat lichamen met massa elkaar aantrekken, was volstrekt nieuw. Bovendien werd deze hypothese wiskundig geformuleerd.
Hij kon, gebruikmakend van de wetten, de banen van planeten om de zon nauwkeurig narekenen. De empirische wetten voor planeetbanen, die Johannes Kepler al tussen 1609 en 1619 had ontdekt en geformuleerd als de wetten van Kepler, kregen hiermee een theoretische basis. De baan van de komeet Halley, alsmede de vorm van de staart konden er ook mee worden verklaard.
De getijdenbewegingen kon Newton met dezelfde wetten verklaren, uit de aantrekkingskracht van de maan en die van de zon.
De door hem ontwikkelde nieuwe wiskunde, de differentiaalrekening, speelde bij dit alles een instrumentele rol.

#### Anekdote van de appel en de maan
Tijdens de pestepidemie in 1666 moest de jonge Newton zijn studie in Cambridge onderbreken en keerde hij terug naar zijn geboorteplaats. Uit die periode stamt de anekdote van de appel en de maan. Hij bestaat in vier versies en wordt door verschillende schrijvers uit die tijd genoemd. John Conduitt (de man van Newtons nichtje, Catherine Conduitt) schreef dat Newton op zijn ideeën over zwaartekracht kwam in de boomgaard van zijn moeder, waar hij een appel uit een boom zag vallen. Newton bedacht daarop dat dezelfde zwaartekracht van de aarde zover reikt, dat het de maan in haar baan houdt. Hierdoor brak Newton met het tweeduizend jaar oude idee van Aristoteles dat op aarde (bijvoorbeeld voor een appel) en in de hemel (voor een hemellichaam als de maan) andere natuurwetten gelden.
De schrijver William Stukeley noteerde een gesprek uit 1726 in zijn Memoirs of Sir Isaac Newton's Life waarin Newton zelf zich herinnerde hoe het begrip gravitatie in hem op kwam:
Het werd veroorzaakt door het vallen van een appel, toen ik zat te peinzen.
 De anekdote geeft een stap aan in het rijpingsproces van Newton.

### Optica
Naast de Principia publiceerde hij de Opticks, een werk over optica in het Engels.
- Newton toonde aan dat wit licht is samengesteld uit alle kleuren van de regenboog met zijn bekende prisma-experiment: verder ontleden van die kleuren bleek niet mogelijk en samengevoegd leveren deze kennelijk elementaire kleuren weer wit licht op. Ook zijn experiment met de newtonschijf toont dit aan.
- Licht bestond volgens Newton uit deeltjes, waarmee hij breking en weerkaatsing van licht verklaarde. Dit deeltjesmodel werd later vervangen door het golfmodel van zijn oudere tijdgenoot Christiaan Huygens, dat interferentie makkelijker kon verklaren.
- Een door hem ontdekt interferentie-effect is naar hem vernoemd: de Newtonringen.
- Pas in de 20e eeuw werd er toch weer een deeltjesaspect onderkend aan licht - het foton -, dankzij Albert Einsteins bijdragen aan het foto-elektrisch effect en de kwantummechanica.
- Ter voorkoming van chromatische aberratie ten gevolge van kleurschifting, die bij breking door lenzen onvermijdelijk is, bedacht en construeerde Newton de Newtontelescoop, die nog steeds toegepast wordt.
- Newton beschreef ook diffractie (buiging) van licht - het experiment met de stoffige spiegel - dat in 1801 door Thomas Young werd verklaard, al was het dan met het golfmodel.
- Newton vond onafhankelijk een andere formulering van de lenzenformule.

### Warmteleer en hydrodynamica
Voor de warmteleer formuleerde Newton een wet voor afkoeling, waarbij de afkoelsnelheid evenredig is met het temperatuurverschil met de omgeving. De temperatuur van een heet voorwerp daalt daardoor exponentieel in de tijd tot de omgevingstemperatuur is bereikt. Een eeuw later zou deze afkoelwet worden uitgewerkt door Joseph Fourier, om te beginnen met de Wet van Fourier, en vervolgens met een wiskundig geavanceerde Théorie analytique de la chaleur.
Newton kan niet als de grondlegger van de hydrodynamica worden beschouwd (dat was Blaise Pascal), maar hij beschreef wel het gedrag van wat nu newtoniaanse vloeistoffen heten, die een viscositeit hebben die onafhankelijk is van de schuifspanning. Deze beschrijving zou zonder de differentiaalrekening ondenkbaar zijn.

## Wetten van Newton

### Eerste wet: traagheid of inertie
Als de som van de krachten op een voorwerp nul is, dan is de versnelling nul. Een voorwerp beweegt dan met een constante snelheid in een rechte lijn, of is in rust.
Een andere formulering van de eerste wet:
Als er geen netto kracht werkt blijft een voorwerp volharden in zijn bewegingstoestand, namelijk hetzij eenparig rechtlijnige beweging of stilstand.
Om de bewegingstoestand van een voorwerp te veranderen is een resulterende kracht nodig die ongelijk is aan nul. Deze resulterende kracht is de vectoriële optelsom van alle krachten die op het voorwerp inwerken.

### Tweede wet: hoofdwet van de mechanica
De verandering in beweging (impuls) van een voorwerp is gelijk aan de resulterende kracht die op het voorwerp werkt. Deze verandering volgt de rechte lijn waarlangs de kracht werkt. In formulevorm:
{\displaystyle {\vec {F}}={\frac {d{\vec {p}}}{dt}}\,=\,{\frac {d}{dt}}(m{\vec {v}})\,=\,{\vec {v}}\,{\frac {dm}{dt}}+m\,{\frac {d{\vec {v}}}{dt}}}.
met {\displaystyle {\vec {F}}} de kracht in newton, {\displaystyle {\vec {p}}} de impuls, die het product is van de massa {\displaystyle m} in kilogram en de snelheid {\displaystyle {\vec {v}}} in {\displaystyle {\frac {m}{s}}} en {\displaystyle {\frac {d}{dt}}} de afgeleide naar de tijd {\displaystyle t}. Meestal is de massa m van het voorwerp constant. Dan vereenvoudigt de tweede wet tot:
{\displaystyle {\vec {F}}=m\,{\vec {a}}},
met {\displaystyle {\vec {a}}} de versnelling in de richting van de kracht in {\displaystyle {\frac {m}{s^{2}}}}. De eerste wet vormt een bijzonder geval van de tweede, te weten het geval als {\displaystyle {\vec {F}}=0} dan {\displaystyle {\vec {a}}=0}.
De tweede wet definieert de eenheid van kracht in massa, afstand en tijd: 1 N = 1 kg m/s2.
Met "resulterende" kracht in een bepaald punt wordt de nettokracht bedoeld die overblijft als alle krachten in dat punt bij elkaar zijn opgeteld, rekening houdend met grootte én richting.

Newtonpendel: de derde wet in de praktijk

### Derde wet: actie en reactie
Als een voorwerp A een kracht uitoefent op een voorwerp B, dan oefent voorwerp B een even grote, gelijktijdige en tegengesteld gerichte kracht uit op A en omgekeerd. De derde wet wordt beknopt geformuleerd als 'actie = reactie', maar dit is misleidend daar het om een gelijktijdig krachtenpaar gaat: er is geen actie voorafgaand aan een impuls.

### Voorbeelden
- Een voorwerp van 1 kg waarop een constante nettokracht van 1 N wordt uitgeoefend, zal na 1 seconde een snelheid van 1 m/s in de richting van de kracht erbij hebben gekregen, na 2 seconden 2 m/s, na 3 seconden 3 m/s, enzovoort.
- Aan een voorwerp, dat op de harde ondergrond ligt, wordt door de zwaartekracht van de wel heel veel meer massieve aarde getrokken. Het veel minder massieve voorwerp trekt echter volgens de derde wet in combinatie met de gravitatiewet even hard aan de veel grotere aarde. Het voorwerp blijft stilliggen, omdat zowel het voorwerp als de aarde harde materialen zijn.[21]
- Omdat volgens de zwaartekrachtwet de zwaartekracht evenredig is met de massa van het voorwerp, hebben alle voorwerpen in vrije val in het luchtledige op dezelfde plaats dezelfde constante versnelling. Op het aardoppervlak bedraagt deze ongeveer 9,81 m/s², aan de evenaar iets minder.

## Filosofische implicaties en latere ontwikkelingen

### Mechanica en zwaartekracht
De toepassing van identieke wetten op 'hemelse' en 'aardse' verschijnselen betekende een fundamentele breuk met de tweeduizend jaar oude theorie van de oude Griekse natuurfilosofen: volgens hen waren de wetten die op de aarde van toepassing waren anders dan de 'hemelse' wetten die in het heelal golden. De bevindingen van onder anderen Tycho en Kepler dat de planeten zich in elliptische banen bewogen in plaats van in de meer 'volmaakte' cirkel stuitten daarom op veel weerstand. Ook de ontdekking van Galilei dat de zon zonnevlekken bevatte werd met ongeloof en zelfs agressie ontvangen door de toenmalige intellectuelen. Newton toonde met zijn zwaartekrachtswetten onweerlegbaar aan dat in het heelal dezelfde natuurkundige regels van kracht waren als op de aarde.
In de loop van de 18e en 19e eeuw zou de klassieke mechanica in wiskundig opzicht aanzienlijk uitgebreid worden door grootheden als Leonhard Euler, Lagrange, Laplace en William Hamilton. Het wetenschappelijke wereldbeeld werd steeds meer deterministisch. Het scherpst werd dit geformuleerd door Laplace, die in 1814 stelde dat het in principe mogelijk moet zijn om vanuit het heden de hele geschiedenis en de hele toekomst van het universum langs rekenkundige weg vast te stellen. Aan het eind van de 19e eeuw kwam de statistische mechanica erbij, die nog uitging van in essentie deterministisch gedrag van een zeer groot aantal deeltjes; deze is vooral bruikbaar voor gasmoleculen.
Een staaltje van het voorspellend vermogen van de gravitatietheorie werd gegeven toen de nauwkeurigheid van waarnemingen van planeetbanen in de loop van de 19e eeuw toenam. Er werden afwijkingen ten opzichte van de 'klassieke' baan van Uranus waargenomen. Dit leidde tot de hypothese van het bestaan van een nog onbekende planeet, die met zijn eigen zwaartekrachtveld de baan van Uranus in het zwaartekrachtveld van de zon verstoorde. In 1846 werd inderdaad een planeet, die Neptunus zou gaan heten, op de berekende plaats waargenomen.
De grondlegging van de klassieke mechanica was niet alleen voor filosofen, theoretici en astronomen van het hoogste belang, ook de toepasbaarheid in meer praktische zaken kan nauwelijks overschat worden. Tot dan toe bestond technologische ontwikkeling voornamelijk uit knutselen op goed geluk, gebaseerd op praktische ervaring. Sinds Newtons definitie van de basisbegrippen kracht, impuls en massa is het mogelijk geworden natuurwetenschap en technologie te combineren, zodat een technisch ontwerp in relatief eenvoudige gevallen met wiskundige precisie kan worden doorgerekend. In veel andere gevallen kunnen met vereenvoudigde modellen verantwoorde benaderingen worden gerealiseerd. De eenheid van kracht, de newton, is daarom naar hem vernoemd.

### Relativiteit en kwantummechanica
Aan het einde van de 19e eeuw werd (door Lord Kelvin) wel gedacht dat de kennis van de natuurkunde vrijwel volledig was. Maar juist toen liep de klassieke natuurkunde tegen grenzen aan. De lichtsnelheid bleek in alle richtingen gelijk te zijn (Michelson-Morley-experiment). Indien er een zogenaamde ether als voortplantingsmedium in de kosmos zou bestaan, gekoppeld aan een universeel en absoluut coördinatenstelsel, dan zou de beweging van de aarde door het heelal een invloed moeten hebben op de gemeten lichtsnelheid. De baan van de planeet Mercurius bleek een rozet in plaats van een ellips zoals de Wetten van Kepler uit de Wetten van Newton voorspelden. Bovendien bleek Newtons veronderstelling van een uniforme tijd in het universum in strijd te zijn met de pas ontwikkelde algemene theorie van het elektromagnetisme.
Vanaf 1905 breidde Albert Einstein Newtons beginselen met zijn relativiteitstheorie wezenlijk uit, en loste die problemen op.
Vrijwel tegelijkertijd constateerde Max Planck dat stralingsenergie niet helemaal continu, maar met kleine pakketjes tegelijk wordt afgegeven. Met de klassieke mechanica kon men dit niet verklaren. Deze pakketjes noemde hij quanta en dat gaf de aanzet tot de kwantummechanica, waarmee het deterministische wereldbeeld werd ondermijnd en de weg werd gebaand voor de statistische benadering van de onderliggende natuurwetten van de materie. Hiermee kon men de subatomaire verschijnselen beter beschrijven en verklaren dan met de 'klassieke' Newtoniaanse wetten.

## Theologie
Behalve voor exacte wetenschappen had Newton ook voor andere onderzoeksterreinen belangstelling.
Hoewel Newton zijn roem geheel dankt aan zijn prestaties als natuur- en wiskundige, is hij een groot deel van zijn leven meer bezig geweest met theologie en andere Bijbelse disciplines dan met exacte wetenschap. Hierin lag zelfs zijn grootste passie. Hij schreef: "Ik heb een fundamenteel geloof in de Bijbel als Gods Woord, geschreven door hen die geïnspireerd waren. Ik studeer de Bijbel dagelijks. Al mijn ontdekkingen zijn gedaan als antwoorden op mijn gebed". Hij schreef veel over onder meer Bijbelse chronologie en tekstkritiek. Na zijn dood werden enkele van zijn theologische werken uitgegeven.
Hoewel de wetten van de beweging en de universele zwaartekracht de bekendste ontdekkingen van Newton werden, waarschuwde hij tegen ze te gebruiken om het heelal te zien als een zelfstandige machine. Hij zei: "Zwaartekracht verklaart de bewegingen van de planeten, maar het kan niet uitleggen wie de planeten in beweging heeft gezet. God regeert alle dingen en weet wat wordt of kan worden gedaan."

## Alchemie

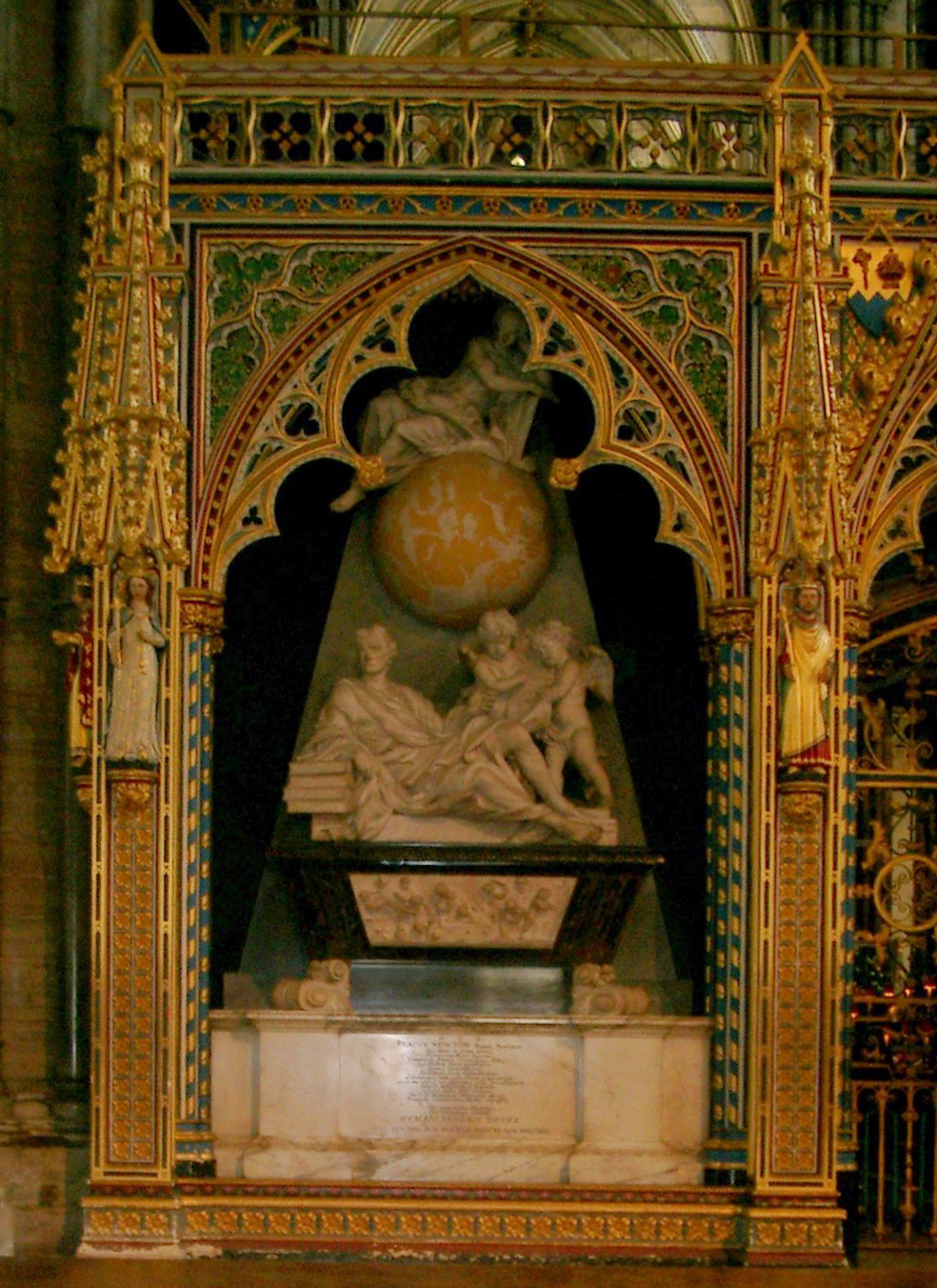
Newtons graf in Westminster Abbey

Naar hedendaagse inzichten was Newton veel bezig met zaken die men nu als pseudowetenschap zou zien, zoals alchemie. Men vindt dit soms moeilijk te rijmen met zijn algemeen erkende wetenschappelijke verdiensten. Newton verschilde daarin niet van de meeste grote geleerden van zijn tijd. Tot ver in de 18e eeuw hadden natuurfilosofen een actieve belangstelling voor alchemie en astrologie. Newtons nagelaten persoonlijke bibliotheek bleek na inventarisatie 126 boeken over alchemie te bevatten, wat duidelijk maakte dat dit een van zijn grote passies was. Dankzij zijn reputatie op het gebied van de alchemie kreeg Newton op instigatie van Charles Montague de betrekking van ‘warden’ (muntmeester) aan de Koninklijke Munt in Londen.
In 1936 verwierf de econoom John Maynard Keynes een groot deel van Isaac Newtons alchemistische manuscripten voor het King's College te Cambridge. 369 boeken uit Newtons persoonlijke bibliotheek hadden een wetenschappelijk karakter, 170 waren werken over de Rozenkruisers, de kabbala en alchemie.
Newton had zelf een alchemistische index aangelegd met 100 auteurs, 150 teksten en 5.000 paginaverwijzingen op 900 trefwoorden. Jan Golinski veronderstelde dat Newton dit deed in de hoop er een samenhangend geheel en een samenhangende leer uit te kunnen afleiden. Betty T. Dobbs zei dat Newton de alchemistische literatuur tot de 17e eeuw gedurende 30 jaar zonder onderbreking zeer zorgvuldig had bestudeerd.
De biograaf van Newton Richard Westfall schrijft: "Newton verloor zijn eerste liefde [bedoeld is de alchemie] nooit uit het oog." Westfall gaat ervan uit dat alchemistische overwegingen ook bij Newtons Hypothesis of Light (1675) waren opgenomen en dat Newtons beschouwingen over de banen van de planeten door de alchemie beïnvloed waren. Betty T. Dobbs schrijft:
Zijn herinvoering van het concept van aantrekking in zijn 'Principia', en zijn afwijzing van een zich op de 'Ether' beroepende mechanica als verklaring voor de zwaartekracht leken Westfall en mij een voldoende argument voor de invloed van de alchemie op zijn denken. Veel alchemistische verhandelingen gaan immers uit van niet-mechanische actieve principes die conceptueel vergelijkbaar zijn met de zwaartekrachttheorie van Newton.
John Maynard Keynes, die veel van Newtons alchemistische geschriften had verworven, verklaarde:
Newton was niet de eerste vertegenwoordiger van het tijdperk van de rede, hij was de laatste van de magiërs.

## Werken
- Veel artikelen in de Philosophical Transactions of the Royal Society
- 1669, gepubliceerd in 1711: De analysi per aequationes numero terminorum infinitas
- 1671: Method of Fluxions
- 1671–1675: Of Natures Obvious Laws & Processes in Vegetation, onuitgegeven werk over alchemie[31]
- 1684: De Motu Corporum in Gyrum
- 1687: Philosophiae Naturalis Principia Mathematica
- 1704: Opticks
- 1707: Arithmetica Universalis
- 1701-1725: Rapporten van de Master of the Mint[32]

Postuum uitgegeven:
- 1728: Short Chronicle; The System of the World; Optical Lectures; The Chronology of Ancient Kingdoms, amended; De mundi systemate
- 1733: Observations upon the prophecies of Daniel and the apocalypse of St. John. (uitgave van 1991, Robinson, Arthur B. (ed.), Cave Junction, Oregon, Oregon Institute of Science and Medicine, ISBN 0-942487-02-8; OCR tekst-editie op historicist.com)
- 1754: An Historical Account of Two Notable Corruptions of Scripture.